# Asimina triloba
El chirimoyo de la Florida (Asimina triloba Dun.), también llamado asimina, pawpaw o banano de montaña, es la única especie perteneciente a la familia de las anonáceas que vive fuera de los climas tropicales. Su distribución geográfica engloba la parte este de Estados Unidos.

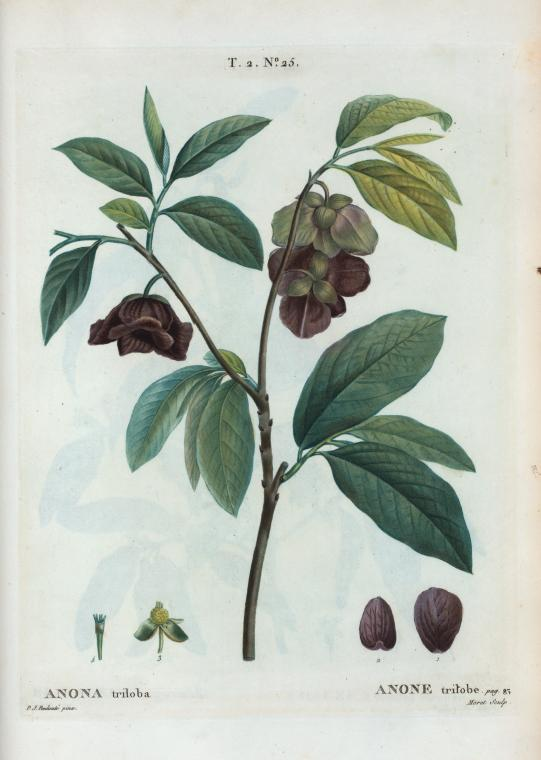
Ilustración

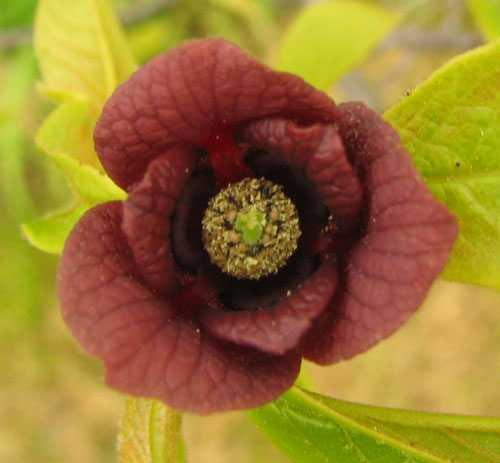
Detalle de la flor

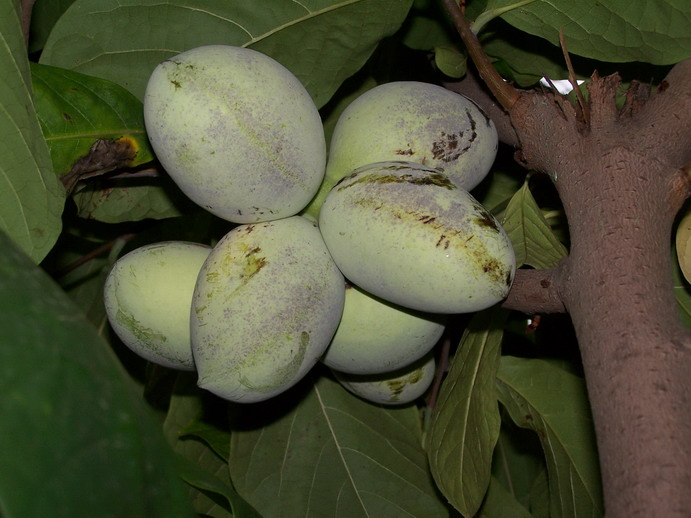
Frutos

## Clima
Asimina triloba es un árbol clima continental: zonas húmedas, con veranos de frescos a cálidos, y con inviernos de frescos a fríos, con un mínimo de 810 mm de lluvias anuales dispersas a lo largo del año. Crece satisfactoriamente entre las zonas 5 (−26 °C) y 8 (−9 °C).

## Cultivo
Su resistencia al frío (hasta −25 °C) permite su cultivo también en Europa y el extremo austral de Sudamérica, aun teniendo carácter de fruta tropical; sobrepasando por mucho en resistencia al frío a la Annona montana.
Es un arbusto, o árbol  relativamente pequeño, no más de cinco metros de altura.
El desarrollo en sus primeros dos años debe ser en ausencia completa de sol directo (pero con luz) debido a que estas plantas se desarrollan en bosques tupidos. Al tercer año requieren media sombra y sol directo a partir del cuarto (al menos el sol del norte de España).
Es un árbol que no admite el trasplante, y tampoco el cultivo en los primeros años en maceta por muy grande que esta sea. Si no es así, la planta resultante crecerá poco y atrofiada, no producirá fruto y su vida será muy corta.
La recomendación de los aficionados que llevamos años cultivándola es hacer un gran agujero profundo, no menos de medio metro. Agregar buena tierra con alto contenido de compost al agujero. Plantar la semilla en el mismo y proteger con malla de sombreo los dos primeros años.
Se aconseja dejar una separación de 2,5 m entre planta y planta.
Hay muy pocas variedades que se sepa que son autofértiles. La mayoría de las variedades son dioicas y requieren de otra planta y/o una variedad distinta para poder ser polinizadas.

## Hábitat
Aunque la Asimina Triloba es capaz de fructificar en la sombra, los mejores resultados se obtienen en exposición total al sol, y con cierta protección contra los vientos debido al tamaño de sus hojas. 
El suelo ha de ser ligeramente ácido (pH 5.5-7), profundo, fértil y bien drenado; este último punto es esencial para su éxito. La asimina no prospera en suelos muy pesados o anegados.

## Fruto
El fruto es un esferoide parecido en forma y tamaño al mango, y se suelen presentar en racimo de 2 a 11 frutos por racimo. Presenta un fina capa externa, un carne cremosa y numerosas semillas (no más de 16 por fruto, ni más del 12% del peso total del fruto).
Al igual que muchas especies con frutos comestibles (por ejemplo la del melocotón,¡Atención! sus semillas son venenosas; pero en este caso (al igual que las de la chirimoya), es más fácil que un niño acceda a morderlas a diferencia de la que está encerrada dentro del duro hueso del citado melocotón
Dependiendo de la variedad, el peso del fruto está entre 75 g y 300 g .
El sabor igualmente depende de la variedad, y se describe en términos generales como un fruto que tiene sabor a cambur o plátano guineo, banano, pero un poco más dulce, en un 80%, a mango en un 15%, y a otros sabores (vainilla, piña, etc) en un 5%.
Es una planta de reciente introducción en Europa y otros climas templados (sobre todo de buenas variedades), y muchos aficionados a los frutales que ya disfrutan de sus frutos la enmarcan entre sus tres frutas favoritas.

## Propagación
El árbol basa su sistema de raíces en una raíz principal denominada pivotante, y numerosas raíces secundarias. Sin la existencia de esta raíz pivotante el árbol quizás sobreviva pero de seguro que su fructificación y salud se verán disminuida.
De ahí que la propagación por estaquilla (a pesar de usar productos enraizantes) generalmente no prospera o no llega a un fin satisfactorio (un árbol sano y con frutas). Tampoco los posibles rebrotes que se puedan obtener de un árbol con raíces suelen prosperar adecuadamente.
La única y buena forma de obtener un árbol sano y productivo es plantando semillas en contenedores altos y grandes, lo que asegura un buen sistema radicular. Evidentemente ello no asegura la variedad, pero siempre puede ser injertado con la variedad deseada. No soporta el trasplante.
Las semillas germinan con suma facilidad, aunque requiere su tiempo, y siempre y cuando no se hayan secado por completo y hayan pasado por un proceso de estratificación (frío entre 3º y 6º) de 90 a 120 días. Una vez plantadas las semillas, estas brotarán a los tres meses, pues antes de brotar externamente generan el sistema radicular bajo tierra.

## Variedades
Hay una extensa lista de variedades, muchas de ellas se han descubierto en la propia naturaleza, y la gran mayoría han sido obtenidas mediante fertilizaciones cruzadas. Algunas variedades han sido desarrolladas en EE. UU., y otras en Europa, y quizás estas últimas son más fáciles de conseguir en el mercado como planta injertada.
Una variedad que ha sido descubierta en estado salvaje y cuyas propiedades son muy apreciadas es la variedad 'Mango' (quizás su nombre provenga de su parecido sabor a la fruta tropical de la cual toma el nombre).
Otra variedad muy apreciada también en Europa y que ha sido desarrollada en Italia es la 'Prima 1216'.
Es muy difícil hacer una comparación de las variedades atendiendo a su sabor, por ser este un aspecto subjetivo. Sin embargo, y siendo democráticos, en 2008 la Kentucky State University Land Grant Program, la Ohio Pawpaw Growers Association, y la PawPaw Foundation realizaron pruebas de sabor entre distintas personas ofreciéndoles diversas variedades de asimina. Evidentemente, el sujeto no sabía qué variedad estaba probando. Se les requirió que indicasen cómo percibían el sabor de la fruta, categorizándolo como 'Horrible', 'Malo', 'Pasable', 'Bueno' y 'Excelente'. Asimismo, se les pidió que indicasen si percibían un regusto a melón, un regusto amargo, o no percibían ningún tipo de regusto. El resultado puede verse en la siguiente tabla, a la cual se le ha añadido una columna de 'Puntuación final', que indicaría la nota que ha conseguido cada una de las variedades.
| Variedad\Sabor | Horrible | Malo | Pasable | Bueno | Excelente | Regusto a melón | Regusto amargo | Puntuación final |
| -------------- | -------- | ---- | ------- | ----- | --------- | --------------- | -------------- | ---------------- |
| Allegheny      | 0        | 0    | 4       | 19    | 23        | 9               | 2              | 4.41             |
| G9-108         | 0        | 0    | 6       | 12    | 22        | 2               | 10             | 4.40             |
| 10-35          | 0        | 0    | 4       | 19    | 19        | 3               | 10             | 4.36             |
| Shenandoah     | 0        | 0    | 7       | 16    | 16        | 7               | 12             | 4.23             |
| NC-1 (*)       | 0        | 2    | 5       | 16    | 15        | 4               | 9              | 4.16             |
| Potomac        | 0        | 0    | 6       | 22    | 12        | 5               | 10             | 4.15             |
| Taytwo (*)     | 1        | 1    | 4       | 24    | 13        | 12              | 9              | 4.09             |
| Susquehanna    | 0        | 1    | 13      | 13    | 16        | 8               | 10             | 4.02             |
| Wabash         | 1        | 0    | 11      | 19    | 14        | 6               | 10             | 4.00             |
| Sunflower (*)  | 0        | 2    | 10      | 16    | 13        | 8               | 7              | 3.98             |
| Overleese (*)  | 0        | 2    | 15      | 15    | 11        | 5               | 15             | 3.81             |
| Wilson (*)     | 0        | 4    | 11      | 18    | 8         | 9               | 7              | 3.73             |
| Jeremy’s Gold  | 0        | 6    | 13      | 19    | 6         | 16              | 7              | 3.57             |
| 3-21           | 1        | 4    | 13      | 21    | 4         | 13              | 2              | 3.53             |
| PA Golden (*)  | 2        | 4    | 18      | 11    | 7         | 12              | 8              | 3.40             |
| Mitchell (*)   | 1        | 16   | 12      | 12    | 3         | 15              | 3              | 3.00             |

Variedades con (*) pueden ser encontradas en viveros europeos (Francia, Holanda, República Checa, Eslovaquia, etc).
Un estudio realizado en el año 2001 por el Departamento de Horticultura de la Universidad de Florencia (Italia) evaluando un elevado número de variedades generó el resultado que se puede observar en la tabla siguiente. El estudio evaluó tres árboles de cada variedad e hizo la media para obtener los datos. Asimismo, calificó cada resultado asignándole una nota de la 'a' a la 'g', siendo 'a' muy alto y 'g' muy bajo.
Como fecha de floración se tomó el punto álgido de dicha floración, expresado en días desde el 1 de enero. Igualmente la fecha de maduración debe ser entendida como días desde el 1 de enero.
| Variedad         | Altura del árbol (cm) | Índice volumétrico del árbol | Fecha de floración | Fecha de maduración | Peso del fruto (gr) | Sólidos solubles (%) | Rendimiento del árbol (kg) |
| ---------------- | --------------------- | ---------------------------- | ------------------ | ------------------- | ------------------- | -------------------- | -------------------------- |
| Davis            | 310.0 cd              | 1.16 bc                      | 97 bc              | 248 bcd             | 277.0 ab            | 19.4 ef              | 6.24 bcde                  |
| Ithaca           | 455.0 a               | 1.67 abc                     | 92 d               | 252 ab              | 134.4 cd            | 19.8 def             | 11.35 ab                   |
| Mango            | 430.0 ab              | 1.77 ab                      | 92 d               | 246 cde             | 170.8 bc            | 18.8 f               | 8.02 bc                    |
| Maryfoos Johnson | 270.0 d               | 1.55 abc                     | 98 b               | 253 ab              | 165.8 c             | 22.7 ab              | 1.66 de                    |
| NC-1             | 395.0 abc             | 1.57 abc                     | 99 ab              | 251 abc             | 191.2 abc           | 22.8 ab              | 8.60 b                     |
| Overleese        | 366.7 abcd            | 1.48 abc                     | 91 d               | 242 e               | 206.8 abc           | 19.7 def             | 6.68 bcde                  |
| Prima 1216       | 395.0 abc             | 1.44 bc                      | 96 bc              | 250 abc             | 195.0 abc           | 19.2 ef              | 14.37 a                    |
| Prolific         | 330.0 bcd             | 1.78 ab                      | 97 bc              | 255 a               | 148.9 cd            | 21.5 bc              | 14.30 a                    |
| Rebecca's Gold   | 351.7 abcd            | 1.23 bc                      | 102 a              | 246 cde             | 62.4 d              | 24.0 a               | 2.34 cde                   |
| Sunflower        | 331.7 bcd             | 1.08 c                       | 92 d               | 250 abc             | 280.8 a             | 22.3 b               | 11.98 ab                   |
| Sweet Alice      | 256.7 d               | 1.35 bc                      | 94 cd              | 253 ab              | 191.0 abc           | 20.5 cde             | 1.91 de                    |
| Taylor           | 393.3 abc             | 1.75 ab                      | 97 bc              | 252 ab              | 174.8 abc           | 24.0 a               | 6.36 bcde                  |
| Taytwo           | 390.0 abc             | 1.58 abc                     | 102 a              | 244 de              | 197.3 abc           | 21.4 bcd             | 1.26 e                     |
| Wilson           | 370.0 abcd            | 1.52 abc                     | 97 bc              | 246 cde             | 97.2 cd             | 20.1 cdef            | 7.11 bcd                   |

## Taxonomía

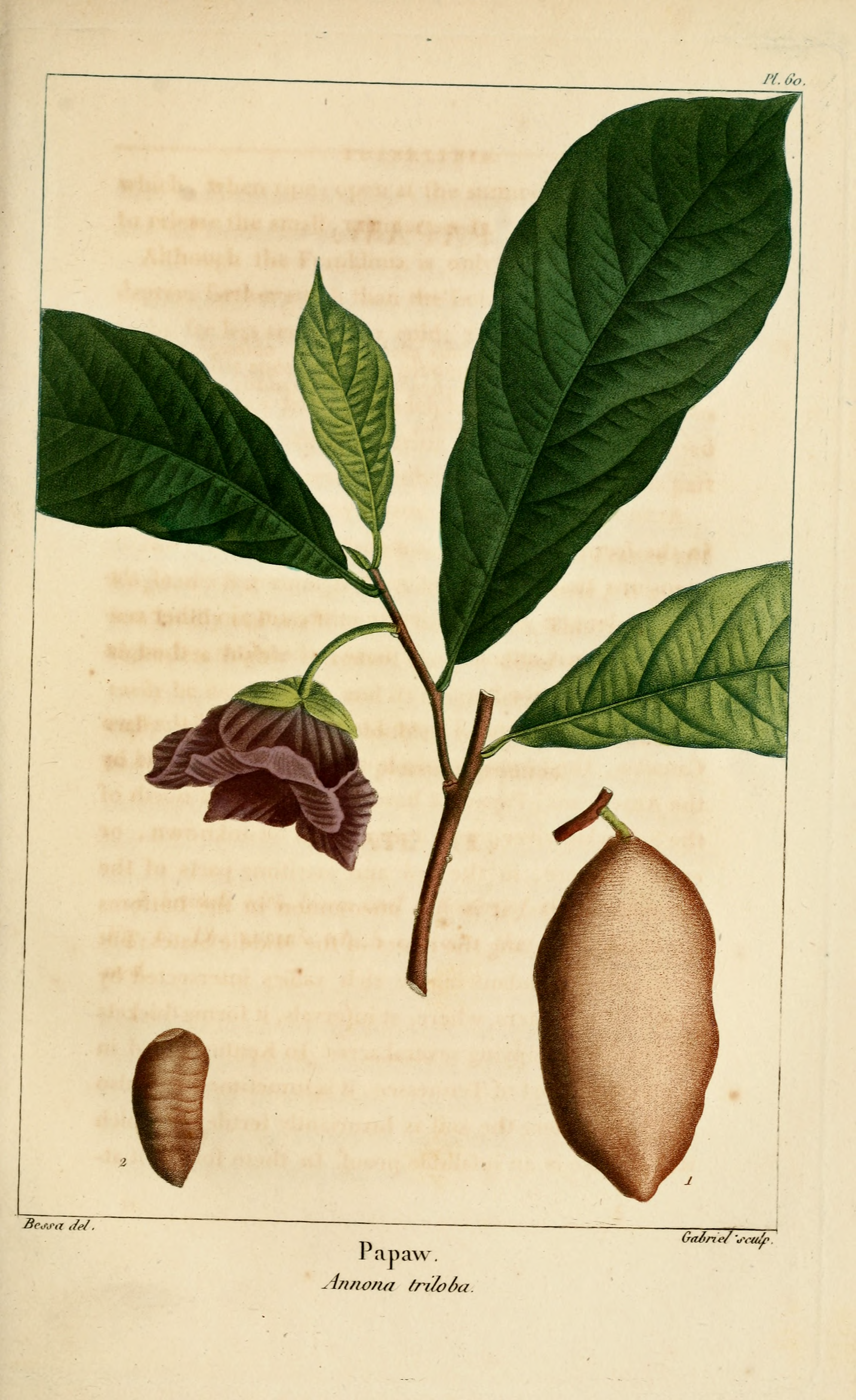
Ilustración

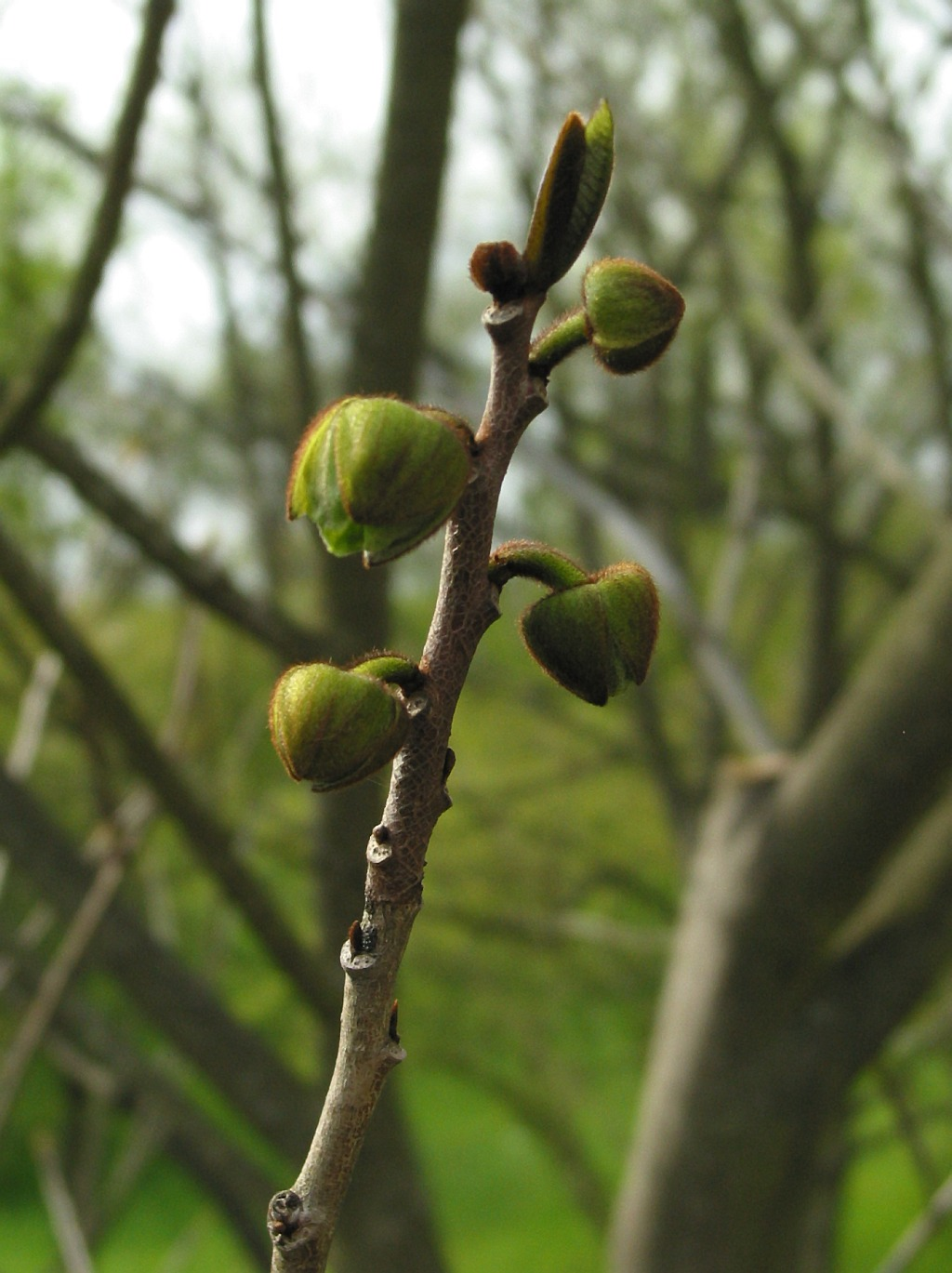
Detalle de la planta

Asimina triloba fue descrita por (L.) Dunal y publicado en Monographie de la famille des Anonacées 83. 1817.
Sinónimos
- Annona pendula Salisb.
- Annona triloba L.
- Asimina glabra Hort ex K.Koch
- Asimina triloba Koch
- Porcelia triloba (L.) Pers.
- Uvaria triloba (L.) Torr. & A.Gray[5]
- Asimina campaniflora Spach
- Asimina conoidea Spach
- Asimina virginiana Poit. & Turpin
- Orchidocarpum arietinum Michx.
- Uvaria conoidea Lem.[6]